# Roger Fouts

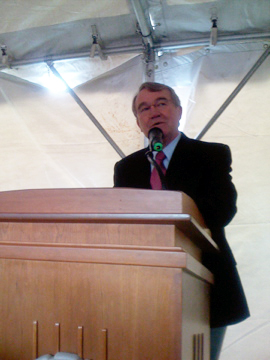
Roger Fouts

Roger Fouts (Sacramento, 8 juni 1943) is een Amerikaans hoogleraar psychologie die samen met zijn vrouw Deborah Fouts aan het hoofd staat van het Chimpanzee and Human Communication Institute, van de Central Washington Universiteit in Ellensburg.

## Achtergrond
Fouts houdt zich voornamelijk bezig met het gedrag van primaten, vergelijkende psychologie en taalacquisitie. Fouts en zijn vrouw zijn sinds 1967 betrokken bij Project Washoe, wat in 1992 leidde tot het oprichten van het Chimpanzee and Human Communication Institute. Daarin proberen ze samen met studenten van de universiteit chimpansees taal bij te brengen en doen ze verslag van hun bevindingen daarbij.

## Academisch
Fouts haalde zijn BA aan het California State College. Daarop volgde een PhD aan de University of Nevada-Reno.
In 1998 publiceerde Fouts het boek Next of Kin: My Conversations with Chimpanzees.
- Bibliothèque nationale de France: cb133243380 (data)
- Gemeinsame Normdatei: 1068659122
- International Standard Name Identifier: 0000 0001 2039 8317
- Library of Congress Control Number: n97034373
- Nationale Bibliotheek van Tsjechië: jn20001103111
- Nationale Bibliotheek van Israël: 987007444407005171
- Nationale Bibliotheek van Polen: a0000001246732
- Nederlandse Thesaurus van Auteursnamen: 165631503
- SNAC: w6s597pz
- Système universitaire de documentation: 035610271
- Virtual International Authority File: 29676944
- WorldCat: E39PBJmtvgpQp7y3XPh4xT78md